# Chiesa dei Santi Martino e Rocco
La chiesa dei Santi Martino di Tours e Rocco è un edificio religioso che si trova a Mendrisio, in Canton Ticino. Si tratta di uno fra i più antichi edifici di culto del Mendrisiotto insieme all'antica chiesa parrocchiale di San Pietro a Stabio.

## Storia
La costruzione viene citata per la prima volta in documenti storici risalenti al 962, anche se venne più volte rimaneggiata nel corso dei secoli. Grazie agli scavi archeologici condotti sul posto, si è potuto constatare che qui venne costruita una prima chiesa nel VI-VII secolo, successivamente ricostruita nell'VIII-IX secolo con doppia navata e doppia abside a ferro di cavallo. Una terza ricostruzione avvenne nel X secolo, con un edificio più grande rispetto ai precedenti.

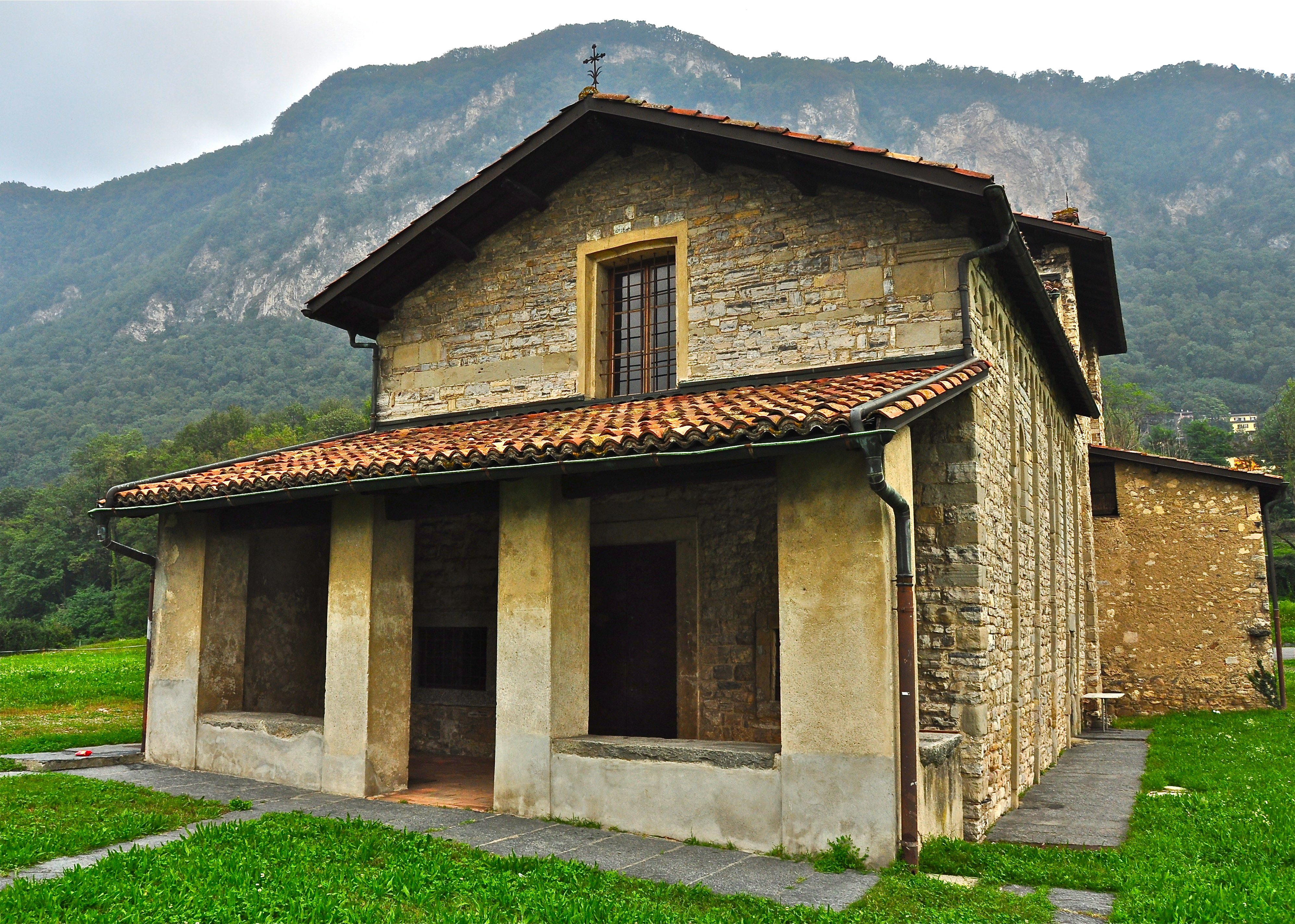

Nel XVII secolo vennero eseguiti ulteriori rimaneggiamenti, che hanno portato all'aspetto attuale della chiesa; in particolare vennero costruiti il portico antistante la facciata, il coro quadrato e la sagrestia.

## Descrizione
La chiesa si presenta con una pianta ad unica navata sovrastata da un soffitto a capriate. Il coro, risalente al 1695, ha invece ha una copertura a crociera.
All'interno della chiesa, mobilio risalente ai secoli XVII-XVIII.

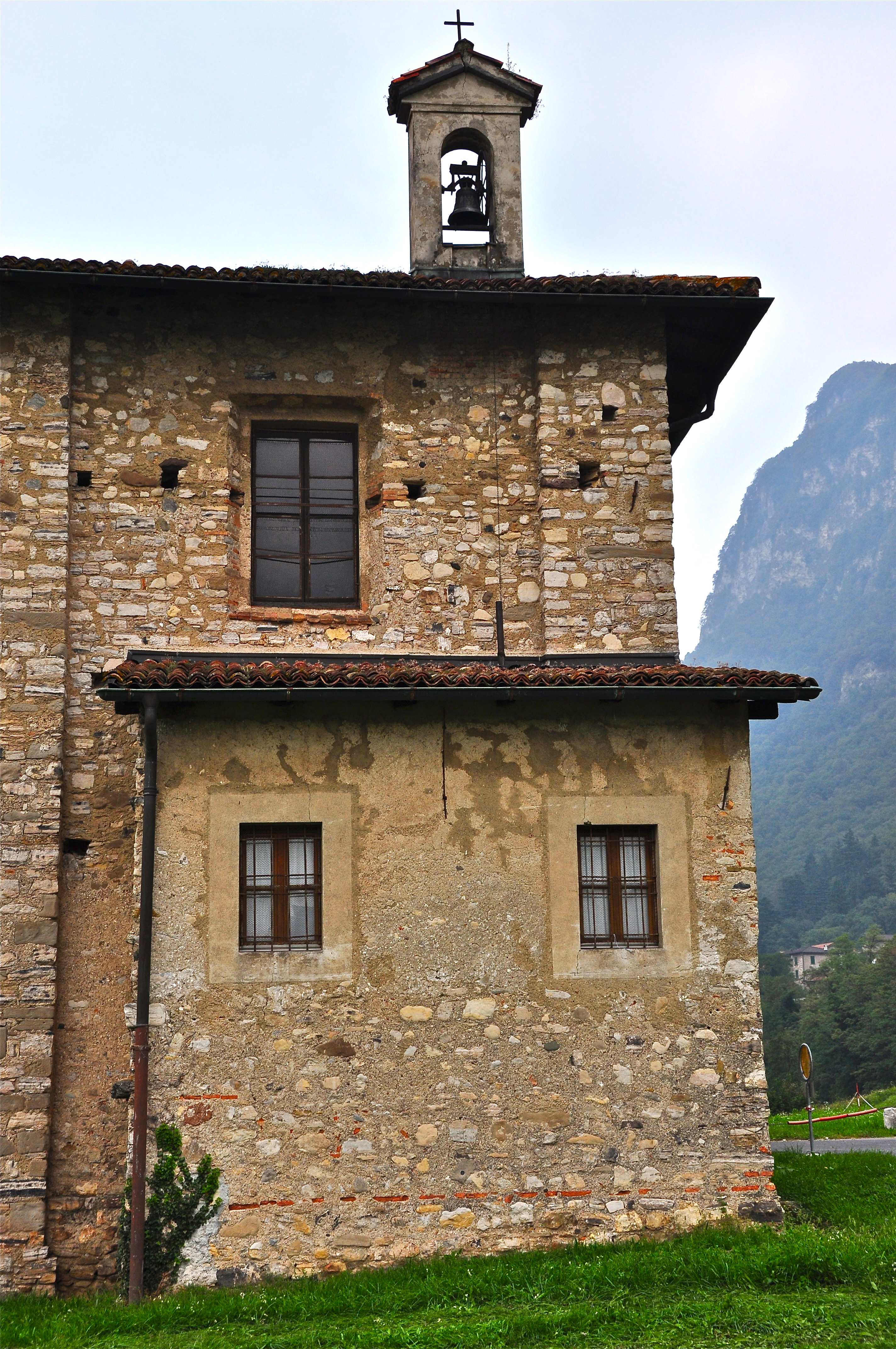
Chiesa di San Martino: campaniletto a vela